# Za granju realnosti
Za granju realnosti (russisk: За гранью реальности) er en russisk spillefilm fra 2018 af Aleksandr Boguslavskij.

## Medvirkende
- Miloš Biković som Michael
- Antonio Banderas som Gordon
- Ljubov Aksjonova som Veronika
- Jevgenij Stytjkin som Tony
- Jurij Tjursin som Kevin